# Voalavo
Voalavo — рід гризунів родини незомієві (Nesomyidae). Рід включає в себе два види, які живуть тільки на Мадагаскарі.

## Опис
Тварини цього роду схожі на Eliurus і, як вважають, тісно пов'язані з цим родом. Малого розміру, з довжиною голови й тіла між 86 і 91 мм, довжина хвоста між 106 і 126 мм, масою до 23,5 гр. 
Має довгий тонкий писок. Різці жовтуваті або світло-помаранчеві. Зубна формула: I 1/1, C 0/0, P 0/0, M 3/3 = 16. Шерсть коротка, м'яка, щільна і тонка. Спинна частина покрита буро-сірим волоссям, в той час як черевна частина темно-сіра з білими кінчиками волосся. Вуха короткі, округлі і тонко покриті волосками. Хвіст довший голови й тіла і посипаний крихітними волосками.

## Звички
Обидва види зустрічаються в гірському лісі. Дуже мало відомо про екологію Voalavo antsahabensis, але V. gymnocaudus, як вважають, значною мірою наземний з деякими здібностями лазіння. Він активний в нічний час, народжує до трьох дитинчат у виводку, і, ймовірно, їсть фрукти та насіння.